# Mancomunidad del Norte del Ecuador
La Mancomunidad de Gobiernos Autónomos Descentralizados Provinciales de la Región Norte del Ecuador es un organismo de unión de gobiernos provinciales creado por las prefecturas de Carchi, Sucumbíos, Esmeraldas e Imbabura; pertenecientes a la Región Norte de Ecuador; con el objetivo de unificar esfuerzos para el desarrollo sustentable y sostenible de estas provincias situadas cerca de la frontera con Colombia.

## Historia
En la Constitución del 2008 se plante una nueva forma de dividir las provincias del país en regiones autónomas, entre estas estaba la Región Norte compuesta de las provincias del Carchi, Sucumbíos, Esmeraldas e Imbabura. A su vez la misma constitución indicó que las provincias cercanas podían formar mancomunidades.
El 21 de enero del 2011 en la ciudad de Nueva Loja, capital de Sucumbios, se reuniron René Yandún, Lucía Sosa, Orlando Grefa y Diego García Pozo para formar en su calidad de prefectos provinciales la Mancomunidad del Norte. Eligieron como presidente a Yandún quien fue el que había propuesto esta organización. Sería el 5 de mayo cuando esta organización fuese aprobada.
Durante su desempeño a solicitado al gobierno central de Rafael Correa mayor vigilancia en la frontera norte del país, cercana a Colombia y a su conflicto con el narcotráfico, con el envío de un avión a vigilar la zona. A su vez buscó un trato preferencial con propósito de aumentar el desarrollo económico de la zona, sin embargo el régimen no ha tomado ninguna acción en esta zona donde gran parte de las prefecturas son de oposición. Tras los incidentes en la frontera norte, la Mancomunidad denunció la actitud del gobierno de Correa en este asunto.